# Alpaida eberhardi
Alpaida eberhardi Levi, 1988 è un ragno appartenente alla famiglia Araneidae.

## Etimologia
Il nome della specie è in onore dell'entomologo ed aracnologo statunitense William Eberhard curatore del Museum of Comparative Zoology dell'Università di Harvard

## Caratteristiche
L'olotipo femminile rinvenuto ha dimensioni: cefalotorace lungo 1,9 mm, largo 1,5 mm; il primo femore misura 1,9 mm e la patella e la tibia circa 2,5 mm.

## Distribuzione
La specie è stata rinvenuta nella Colombia occidentale: 25 km ad ovest di Queremal, nel dipartimento di Valle del Cauca.

## Tassonomia
Al 2014 non sono note sottospecie e dal 1988 non sono stati esaminati nuovi esemplari.